# Mymaromella palella
Mymaromella palella is een vliesvleugelig insect uit de familie Mymarommatidae. De wetenschappelijke naam is voor het eerst geldig gepubliceerd in 2008 door Huber & Gibson.